# Retrograde (album)
Pour les articles homonymes, voir Rétrograde.
Albums de Crown the Empire
The Resistance: Rise of The Runaways
(2014)
Singles
1. Zero
Sortie : 10 juin 2016
2. Weight of The World
Sortie : 12 juillet 2016
3. Hologram
Sortie : 15 juillet 2016

Retrograde est le troisième album du groupe américain de metalcore Crown the Empire, sorti le 22 juillet 2016 aux États-Unis sous le label Rise Records.

## Liste des titres
| 1.    | Sk-68                   | 1:40 |
| 2.    | Are You Coming with Me? | 3:49 |
| 3.    | Zero                    | 3:02 |
| 4.    | Aftermath               | 3:50 |
| 5.    | Hologram                | 3:45 |
| 6.    | The Fear Is Real        | 3:24 |
| 7.    | Lucky Us                | 3:43 |
| 8.    | Weight of the World     | 3:27 |
| 9.    | Signs of Life           | 3:54 |
| 10.   | Oxygen                  | 4:09 |
| 11.   | Kaleidoscope            | 3:28 |
| 38:11 |                         |      |

| 12. | For Days | 5:02 |
| 13. | Mercury  | 4:17 |